# Villa Ulrich

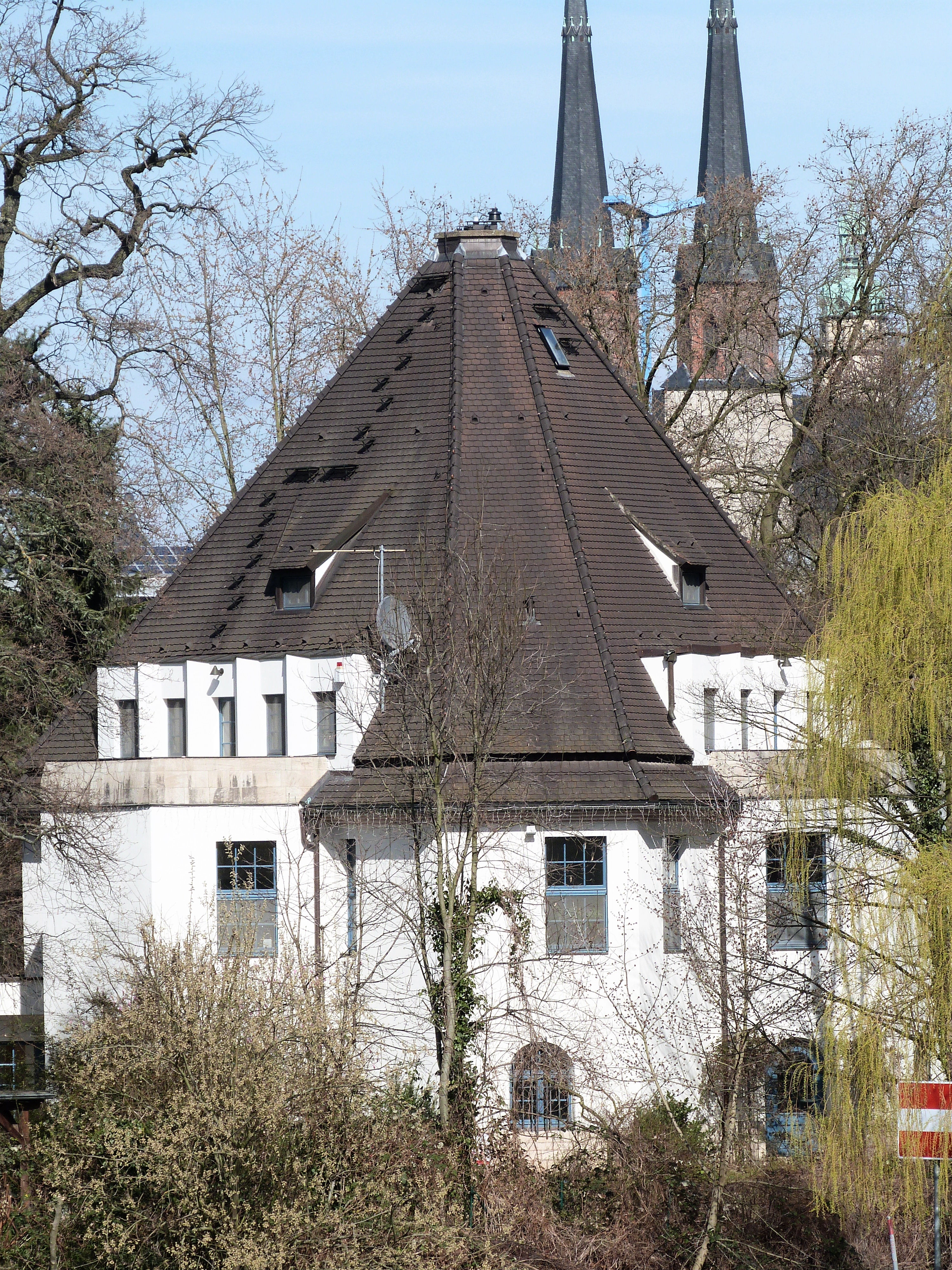
Ansicht von der Genzmerbrücke aus Südwesten

Die Villa Ulrich, auch Haus  „Zu den sieben Waben“, in Halle (Saale), Ratswerder 7, ist das ehemalige Wohnhaus des Architekten Wilhelm Ulrich, das dieser 1924/25 nach eigenen Entwürfen erbauen ließ und das in seiner expressionistischen Form eine bedeutende Stilrichtung der 1920er Jahre vertritt. Im Denkmalverzeichnis der Stadt Halle ist das Haus als Villa unter der Erfassungsnummer 094 04957 verzeichnet.

## Lage
Die Villa liegt versteckt in einer naturnahen Gegend im Schutz hoher Bäume auf dem Ratswerder, nördlich der Einmündung des Mühlgrabens in die Saale. Die ehemalige Binneninsel zwischen der inzwischen überbauten Gerbersaale und dem Mühlgraben, südwestlich der Altstadt Halles gelegen, ist der auch heute noch von Überschwemmungen bedrohte südliche Teil der historischen Strohhofhalbinsel und bis zum Beginn des 20. Jahrhunderts nahezu unbebaut geblieben.

## Baugeschichte und Architektur
Der Bauherr und Architekt Wilhelm Ulrich übersiedelte 1921 nach Halle, um hier in das Architekturbüro seines Onkels Gustav Wolff einzutreten, das er 1929 übernahm. Im März 1924 reichte er den Bauantrag für das eigene Wohnhaus ein. Es sollte auf dem zuvor gekauften Grundstück an der Landspitze zwischen Gerbersaale und Stromsaale entstehen. Schon ein reichliches Jahr später, im April 1925, fand die Endabnahme statt. Das Anwesen war ursprünglich beträchtlich größer als heute; es dehnte sich weit nach Norden aus, was auf alten Plänen noch zu erkennen ist. Auf Ulrichs Architekturauffassung weist auf der nordöstlichen Eingangsseite ein Relief mit der Inschrift „Zu den sieben Waben – 1924“ direkt hin.
Nach dem Muster einer Bienenwabe lagern sich um einen sechseckigen Kern sechs gleichartige Räume, die einen geräumigen Grundriss bilden. Das Erdgeschoss übernahm aufgrund des hohen Grundwasserspiegels die Funktion eines Kellers. Eine Treppe führt in das darüber liegende Geschoss, wo von der zentralen Wabe, dem Vorraum, fünf anliegende Waben zu betreten sind, die einen Vorratsraum, die Waschküche, Heizung, Küche und ein Speisezimmer aufnehmen. Im ersten Obergeschoss befinden sich die eigentlichen Wohnbereiche. Das zweite Obergeschoss befindet sich oberhalb des Dachansatzes und nahm kleinere, vermutlich untergeordnete Räume auf. Ein Speiseaufzug führt durch alle Geschosse.
Die stark bewegte Grundrissstruktur basiert auf Flächen, die in Winkeln von 120° zueinander stehen und sich abwechselnd nach innen und außen öffnen. In der äußeren Gestaltung dominieren die polygonal  gebrochenen Flächen. Das wie eine Dreieckspyramide wirkende steile Zeltdach verleiht dem Gebäude eine vereinheitlichte monumentale Gestalt.
1927 baute Ulrich links an die Villa eine Garage und rechts, als symmetrisches Gegenstück, eine Gartenhalle an.
Dieses erste nach eigenem Entwurf selbständig errichtete Gebäude hatte für den Architekten die Bedeutung eines Prototyps des Bauens mit hexagonalem Grundriss. Nach eigenen Worten erschien ihm das hier verwirklichte Wabenprinzip „klar wie Kristall und rhythmisch wie Musik“ und entsprach damit dem Credo seines expressionistischen Architekturprogramms. Gleichzeitig leistete es einen bedeutenden Beitrag zur experimentellen Architektur der Weimarer Zeit.
Das Haus wurde 1995 verkauft und noch im gleichen Jahr aufwendig restauriert, so dass die Außenansicht wieder weitgehend dem Zustand der 1920er Jahre entspricht. Auch die farbliche Ausgestaltung konnte im Wesentlichen wiederhergestellt werden. Das neu angelegte Pflaster in Form eines unregelmäßigen Sechsecks nimmt Bezug zum Grundriss des Hauses.